# Parque Territorial Tombstone
O Parque Territorial Tombstone é um parque territorial em Yukon, um dos três territórios no Canadá. Ele está localizado no centro do Yukon, perto do extremo sul da rodovia Dempster, estendendo-se de 50,5 até 115,0 quilômetros. O parque protege mais de 2100 quilômetros quadrados de picos escarpados, formas de relevo que permanecem congeladas durante parte do ano, e vida selvagem, incluindo seções das Terras Altas de Blackstone e as Montanhas Ogilvie. O parque é nomeado pela Montanha Tombstone.